# Aegialitis annulata
Aegialitis annulata är en triftväxtart som beskrevs av Robert Brown. Aegialitis annulata ingår i släktet Aegialitis och familjen triftväxter. Inga underarter finns listade i Catalogue of Life.